# Os zygomatique

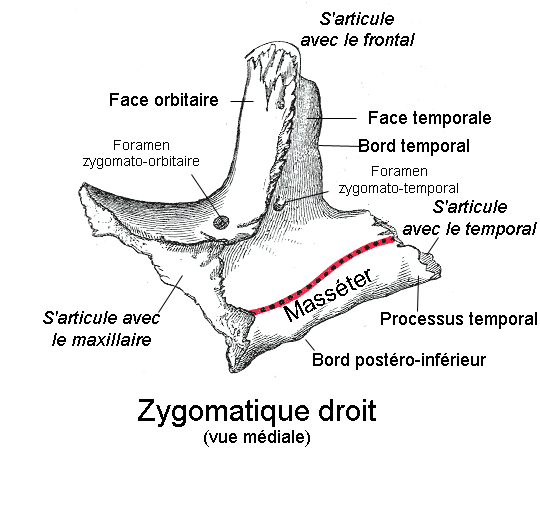
Vue médiale du zygomatique droit.

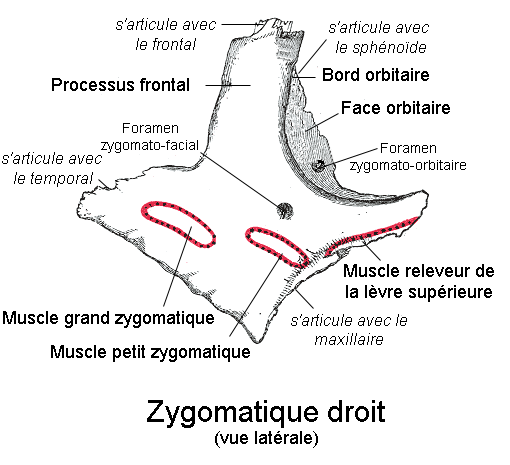
Vue latérale du zygomatique droit.

Pour les articles homonymes, voir Zygomatique.
L'os zygomatique (ou zygoma ou os malaire ou os jugal) est un os pair de la face correspondant au relief palpable de la pommette. Il fait le lien entre le neurocrâne et le splanchnocrâne.

## Description
L'os zygomatique présente trois faces, quatre bords et trois processus.

### Face latérale
La face latérale ou face jugale est la face située juste sous la peau de la pommette. Elle est convexe.
Elle présente l'ouverture du canalicule malaire : le foramen zygomatico-facial qui livre passage au rameau zygomatico-facial du nerf zygomatique et à un rameau de l'artère lacrymale.
Le long du bord inférieur s'insère le muscle masséter et dans sa partie supérieure en arrière s'insère le muscle grand zygomatique et en avant le muscle petit zygomatique.

### Face temporale
La face postérieure ou face temporale est concave transversalement et convexe verticalement.
Elle présente l'ouverture du canalicule temporal : le foramen zygomatico-temporal qui livre passage au nerf zygomatico-temporal et d'un rameau de l'artère lacrymale.
C'est la limite antérieure de la fosse temporale.

### Face orbitaire
La face médiane ou face orbitaire est concave. En son milieu s'ouvre le point d'entrée du canal temporo-malaire : le foramen zygomatico-orbitaire pour le passage du nerf zygomatique.
Elle forme la paroi latérale de l'orbite.

### Bord supérieur
Le bord supérieur ou bord orbitaire sépare les faces médiane et latérale. Elle forme le rebord orbitaire et est en continuité avec l'arcade orbitaire de l'os frontal.
A 1 cm environ sous la suture fronto-zygomatique se présente sur le versant orbitaire un léger relief qui donne insertion au ligament palpébral latéral : le tubercule orbitaire de l'os zygomatique (ou tubercule orbitaire du malaire ou tubercule de Whitnall).

### Bord postérieur
Le bord postérieur ou bord temporal est en S et sépare les faces postérieure et latérale. Il est en continuité avec la ligne temporale de l'os frontal. et donne insertion au fascia temporal.
A l'union de son tiers supérieur et de ses deux-tiers inférieurs il présente une saillie : le tubercule marginal de l'os zygomatique (ou apophyse marginale de l’os malaire ou tubercule marginal de l’os malaire).

### Bord antérieur
Le bord antérieur ou bord maxillaire s'articule avec le processus zygomatique de l'os maxillaire.

### Bord inférieur
Le bord inférieur ou bord massétérin donne insertion au muscle masséter.

### Processus temporal
Le processus postérieur ou processus temporal de l'os zygomatique s'articule au processus zygomatique de l'os temporal en formant la portion antérieure de l'arcade zygomatique.

### Processus frontal
Le processus supérieur ou processus frontal de l'os zygomatique s'articule en haut avec le processus zygomatique de l'os frontal. En arrière il s'articule avec le bord antérieur de la grande aile de l'os sphénoïde. Par une petite portion libre il forme la limite externe de la fissure orbitaire inférieure.
Le zygomatique est aussi le nom d'un muscle s'attachant sur la pommette et qui entre notamment en jeu dans le sourire.

## Variation
Pour 4% de la population humaine l'os zygomatique est composé de deux parties distinctes, la deuxième partie étant l'os japonicum.

## Embryologie
L'os zygomatique est d'origine membraneuse. Un point d'ossification apparait à la 8ème semaine de gestation.
Certains auteurs décrivent trois points d'ossification qui fusionnent au 5ème mois.

## Anatomie comparée
Chez les vertébrés non mammifères, l'os zygomatique est appelé os jugal, car ces animaux n'ont pas d'arcade zygomatique. On le trouve chez la plupart des reptiles, des amphibiens et des oiseaux. Il est relié à l'os quadratojugal et au maxillaire, ainsi qu'à d'autres os variables suivant les espèces.
En paléontologie cet os est considéré comme essentiel pour la détermination des traits généraux du crâne lorsque le crâne entier n'a pas été retrouvé. Chez les cœlacanthes et les premiers tétrapodes, l'os est relativement gros et a une forme de plaque formant la marge inférieure de l'orbite et une grande partie du côté du visage. Chez les poissons à nageoires rayonnées, il est réduit ou absent, et toute la région de la joue est généralement petite. L'os est également absent chez les amphibiens.
À l'exception des tortues, l'os jugal chez les reptiles forme une barre relativement étroite séparant l'orbite de la fosse temporale et il peut également en former la limite inférieure. L'os est également réduit chez les oiseaux.
Chez les mammifères, il prend globalement la forme observée chez l'homme et contribue à la formation de l'arcade zygomatique.

## Galerie

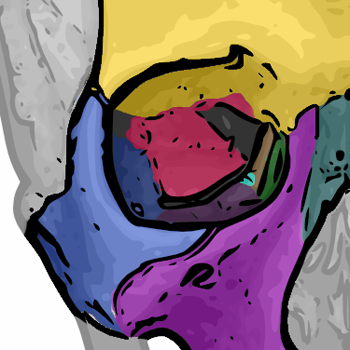
Les sept os formant l'orbite, dont l'os zygomatique mis en évidence (zone bleu clair).
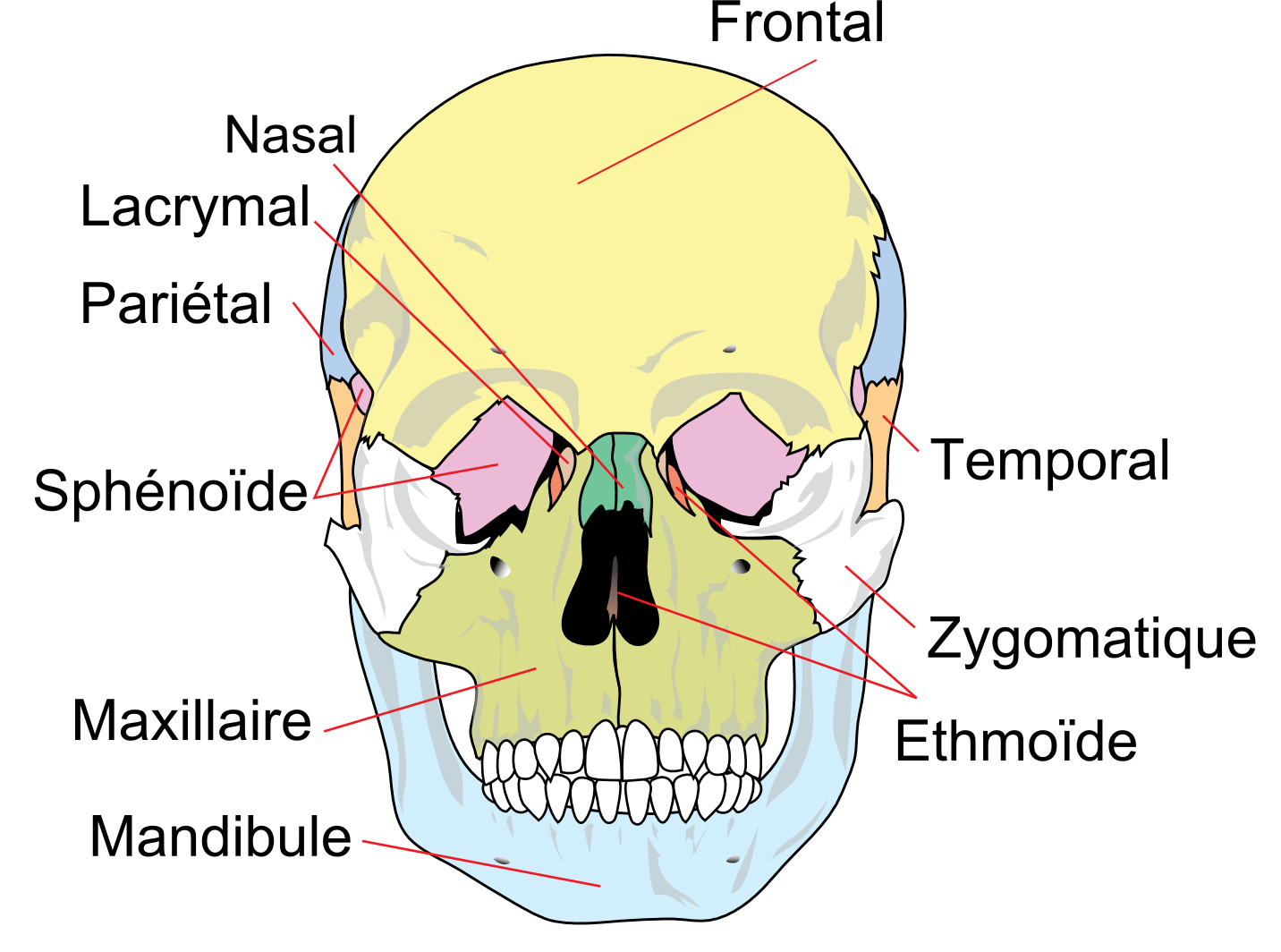
Os de la face, dont l'os zygomatique (représenté en blanc).
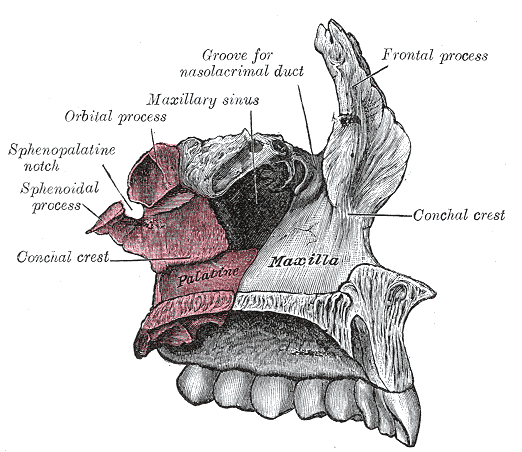
Articulation de l'os palatin avec le maxillaire.

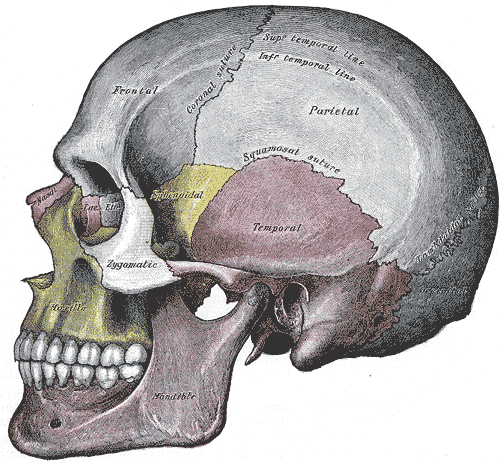
Vue latérale du crâne.
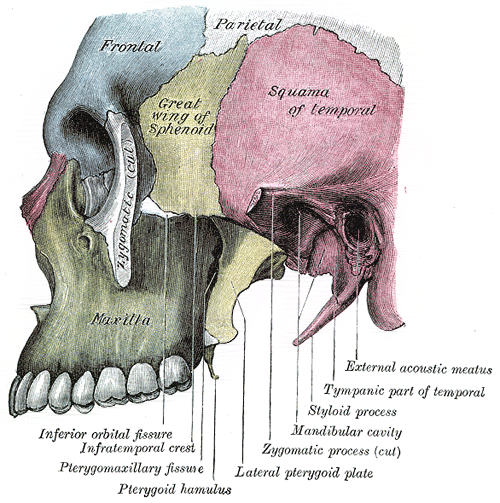
fosse temporale gauche.
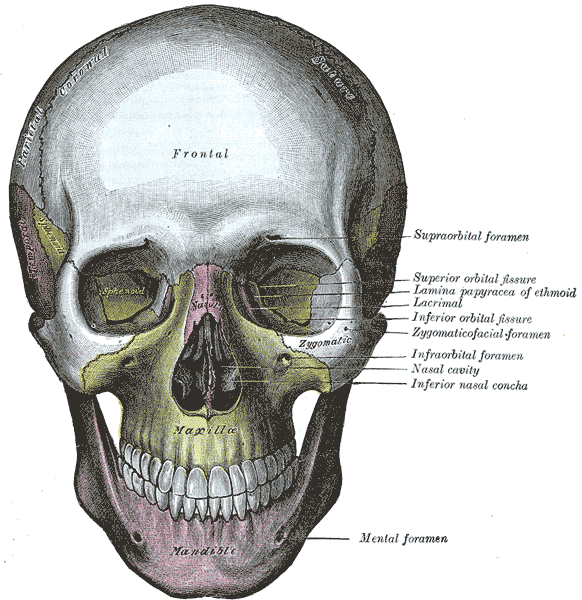
Crâne vu de face.

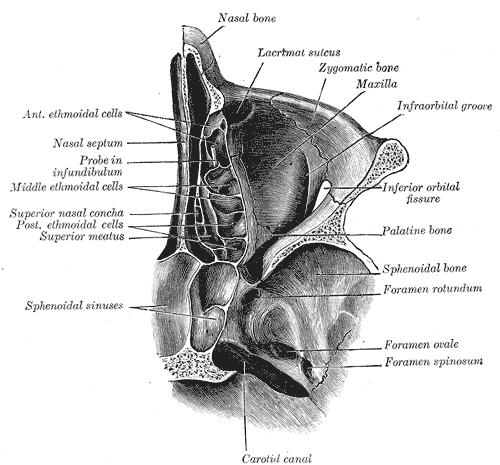
Section horizontale des cavités nasales et orbitaires.
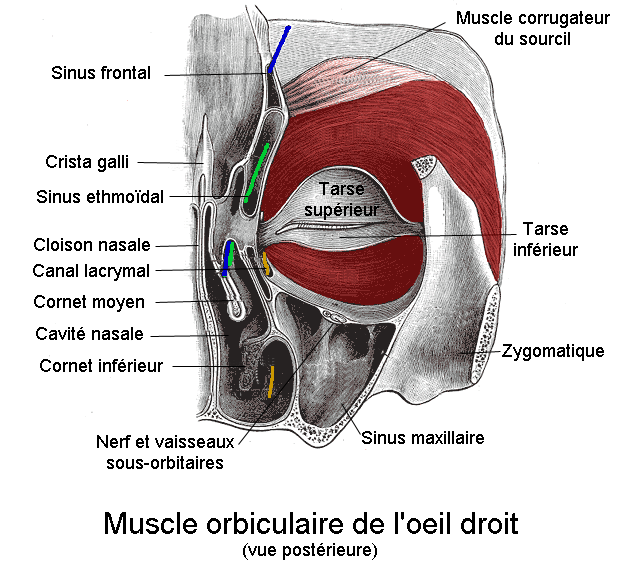
Orbiculaire de l'œil vue postérieure.
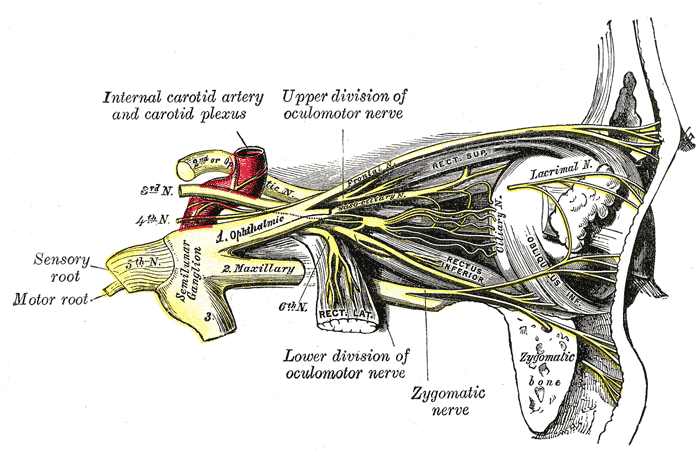
Nerfs de l'orbite. Vue latérale.